# Microrégion de Bertolínia

Localisation de la microrégion de Bertolínia

La microrégion de Bertolínia est l'une des six microrégions qui subdivisent le sud-ouest de l'État du Piauí au Brésil.
Elle comporte 9 municipalités qui regroupaient 38 374 habitants en 2006 pour une superficie totale de 11 235 km².

## Municipalités[1]
- Antônio Almeida
- Bertolínia
- Colônia do Gurguéia
- Eliseu Martins
- Landri Sales
- Manoel Emídio
- Marcos Parente
- Porto Alegre do Piauí
- Sebastião Leal